# Adersia callani
Adersia callani är en tvåvingeart som beskrevs av Harold Oldroyd 1957.
Adersia callani ingår i släktet Adersia och familjen bromsar. Inga underarter finns listade i Catalogue of Life.